# Therates nepalensis
Therates nepalensis (лат.) — вид жуков-скакунов рода Therates из семейства жужелицы (Carabidae).

## Распространение
Непал (Kosi), Индия (Sikkim).

## Описание
Длина от 7,7 до 8,2 мм. Тело с металлическим блеском. От близких видов отличается сочетанием жёлтой верхней губы и надкрылий с жёлтой вершиной, доходящей до вершинных бугорков. Голова блестящая зеленовато-чёрная. Мандибулы желтоватые, зубцы по краю буроватые. Верхняя губа длиннее своей ширины, желтоватая, с шестью вершинными зубцами и одним боковым зубцом. Губные и максиллярные щупики желтоватые. Наличник голый. Лоб гладкий. Переднеспинка блестящая зеленовато-чёрная, длиннее своей ширины, сужена спереди и сзади. Надкрылья блестящие чёрные с коричневато-жёлтыми отметинами. Брюшная сторона чёрная. Ноги желтоватые, голени и лапки несколько затемнены дистально. Длина эдеагуса 1,9 мм.